# سيدريك كلابتش
سيدريك كلابتش (بالفرنسية: Cédric Klapisch)‏ هو كاتب سيناريو ومخرج وممثل فرنسي، ولد في 4 سبتمبر 1961 بنويي-سور-سين في فرنسا.

## وصلات خارجية
- سيدريك كلابتش على موقع IMDb (الإنجليزية)
- سيدريك كلابتش على موقع مونزينجر (الألمانية)
- سيدريك كلابتش على موقع ألو سيني (الفرنسية)
- سيدريك كلابتش على موقع ميوزك برينز (الإنجليزية)
- سيدريك كلابتش على موقع تيرنر كلاسيك موفيز (الإنجليزية)
- سيدريك كلابتش على موقع أول موفي (الإنجليزية)
- سيدريك كلابتش على موقع قاعدة بيانات الأفلام السويدية (السويدية)
- سيدريك كلابتش على موقع إن إن دي بي (الإنجليزية)
- سيدريك كلابتش على موقع ديسكوغز (الإنجليزية)
- سيدريك كلابتش على موقع قاعدة بيانات الفيلم (الإنجليزية)